# Stanza 107
Stanza 107 è un singolo del cantautore italiano Chiello, pubblicato l'11 luglio 2024 come secondo estratto dal terzo album in studio Scarabocchi dalla Island.

## Descrizione
La canzone parla principalmente della riflessione, spesso su errori e delusioni.

## Tracce
Testi di Rocco Modello, Fausto Cigarini, Tommaso Sabatini, musiche di Matteo Novi.
1. Stanza 107 – 2:17